# Phönix aus der Asche (Film)
Phönix aus der Asche (Originaltitel Rising Phoenix) ist ein Dokumentarfilm aus dem Jahr 2020 der Regisseure Ian Bonhôte und Peter Ettedgui. In Film treten u. a. Tatyana McFadden, Bebe Vio, Jean-Baptiste Alaize und Jonnie Peacock auf.

## Beschreibung
Die Dokumentation erzählt die außergewöhnliche Geschichte der Paralympischen Spiele. Entstanden aus der Asche des Zweiten Weltkriegs bis hin zum inzwischen drittgrößten Sportereignis der Welt. Porträtiert werden neun paralympische Athleten auf ihrem Weg im Wettkampf. Der Titel spielt auf die Redewendung: Wie Phönix aus der Asche an.
Rising Phoenix ist eine Produktion von HTYT Films und Passion Pictures in Zusammenarbeit mit Ventureland und Misfits Entertainment.
Rising Phoenix wurde am 26. August 2020 auf Netflix veröffentlicht.

## Kritik
Rising Phoenix hat eine Rotten-Tomatoes-Bewertung von 86 %, basierend auf den Bewertungen von 21 Kritikern.